# U.C.C. 2023-2024
Questa voce raccoglie le informazioni riguardanti l'U.C.C., nella sua ottava stagione con il nome di Assigeco Piacenza, nelle competizioni ufficiali della stagione 2023-2024.

## Stagione
La stagione 2023-2024 dell'U.C.C. sponsorizzata Assigeco, è la 12ª nella seconda serie italiana, la Serie A2.

## Organigramma societario
Aggiornato al 23 settembre 2023.
- Presidente: Franco Curioni
- Consiglieri: Stefano Curioni, Maurizio Lori, Sonia Sali, Sergio Galimberti, Giovanni Maestri, Giuseppe Grecchi, Francesco Timpano
- Direttore Sportivo: Alessandro Pagani
- Team Manager: Luigi Guselli
- Resp. Marketing: Paolo Cattivelli
- Resp. Comunicazione: Tommaso Concardi[4]
- Digital Communication Specialist: Emanuele Moia[4]
- Resp. Social Media: Daniele Garlaschelli[4]
- Addetto Stampa: Jacopo Stendardo[4]
- Resp. Assigeco Basket Academy: Luigi Filippa
- Dir. Tecnico Settore Giovanile: Humberto Manzo[1]
- Gestione Campus: Sonia Sali
- Resp. Palabanca: Giovanni D'Ancona
- Resp. Biglietteria: Matteo Pizzaghi, Ombretta Bodini
- Segreteria: Mariangela Legranzini
- Resp. Statistiche Lega: Lorenzo Callegari, Luigi Callegari
- Speaker: Daniele Botti[4]
- Fotografa ufficiale: Paola Ponti
- Riprese video: Luigi Baragetti
- Segnapunti: Lorenzo Rocca
- Logistica e servizi: Marcello Molaschi, Rossano Rugginenti

- Allenatore: Stefano Salieri
- Assistenti: Humberto Manzo, Alessandro Susino
- Preparatore Atletico: Mattia Raimondi[6]
- Assistente Preparatore Atletico: Nicola Perotti[6]
- Medico: Gianluca Concardi[7]
- Fisioterapista: Giovanni Iori, Riccardo Castellazzi[7]

## Roster
Aggiornato al 23 settembre 2023.
| Assigeco Piacenza 2023-24 | Assigeco Piacenza 2023-24 |
| Giocatori                 | Staff tecnico             |
| ------------------------- | ------------------------- |

| N. | Naz.                                     | Ruolo | Nome                  | Anno | Alt.   | Peso   |  |
| -- | ---------------------------------------- | ----- | --------------------- | ---- | ------ | ------ |  |
| 4  | Stati Uniti (bandiera)                   | A     | Malcolm Miller        | 1993 | 201 cm | 95 kg  |  |
| 5  | Italia (bandiera)                        | P     | Filippo Gallo         | 2004 | 194 cm | 82 kg  |  |
| 9  | Montenegro (bandiera)                    | AG    | Milos Joksimović      | 2005 | 205 cm | 90 kg  |  |
| 11 | Argentina (bandiera) · Italia (bandiera) | P     | Umberto Manzo         | 2008 | 175 cm | 75 kg  |  |
| 13 | Benin (bandiera)                         | C     | Ursulo D'Almeida      | 2001 | 200 cm | 95 kg  |  |
| 16 | Italia (bandiera)                        | GA    | Giovanni Veronesi     | 1998 | 196 cm | 100 kg |  |
| 21 | Italia (bandiera)                        | PG    | Lorenzo Querci        | 2001 | 191 cm | 85 kg  |  |
| 22 | Stati Uniti (bandiera)                   | AC    | Brady Skeens          | 1995 | 201 cm | 95 kg  |  |
| 23 | Cuba (bandiera) · Italia (bandiera)      | A     | Yordany Sanchez       | 2005 | 203 cm | 60 kg  |  |
| 32 | Italia (bandiera)                        | G     | Federico Bonacini     | 1999 | 190 cm | 82 kg  |  |
| 33 | Italia (bandiera)                        | AG    | Michele Serpilli      | 1999 | 200 cm | 95 kg  |  |
| 34 | Italia (bandiera)                        | C     | Matteo Gherardini     | 2004 | 206 cm | 89 kg  |  |
| 43 | Italia (bandiera)                        | P     | Gherardo Sabatini (C) | 1994 | 183 cm | 75 kg  |  |
| 75 | Italia (bandiera)                        | GA    | Niccolò Filoni        | 2001 | 198 cm | 92 kg  |  |

| Allenatore                                                                                       |
| - Stefano Salieri                                                                                |
| Assistente/i                                                                                     |
| - Humberto Manzo - Alessandro Susino Legenda - (C) Capitano - (IN) Inattivo - Infortunato Roster |

## Mercato

### Sessione estiva
| Acquisti | Acquisti          | Acquisti            | Acquisti   | Acquisti |
| R.       | Nome              | da                  | Modalità   |          |
| -------- | ----------------- | ------------------- | ---------- | -------- |
| GA       | Giovanni Veronesi | Pall. Mantovana     | definitivo |          |
| GA       | Niccolò Filoni    | Derthona Basket     | definitivo |          |
| AG       | Michele Serpilli  | Chieti 1974         | definitivo |          |
| P        | Filippo Gallo     | Vanoli Cremona      | definitivo |          |
| C        | Ursulo D'Almeida  | Rinascita B. Rimini | definitivo |          |
| A        | Malcolm Miller    | Limoges CSP         | definitivo |          |
| A        | Yordany Sanchez   | Smit Roma Centro    | definitivo |          |
| P        | Umberto Manzo     | Derthona Basket     | definitivo |          |
| G        | Federico Bonacini | Basket Ravenna      | definitivo |          |

| Cessioni | Cessioni          | Cessioni          | Cessioni       | Cessioni |
| R.       | Nome              | a                 | Modalità       |          |
| -------- | ----------------- | ----------------- | -------------- | -------- |
| G        | Nemanja Gajić     | Scaligera Verona  | fine contratto |          |
| G        | Federico Miaschi  | Treviglio         | fine contratto |          |
| AC       | Lorenzo Galmarini | Ruvo di Puglia    | fine contratto |          |
| AG       | Davide Pascolo    | Pall. Forlì 2.015 | fine contratto |          |
| G        | Kameron McGusty   | Limoges CSP       | fine contratto |          |
| G        | Marco Portannese  | Free agent        | fine contratto |          |
| P        | Jacopo Soviero    | Bakery Piacenza   | fine contratto |          |
| PG       | Luca Cesana       | Pall. Cantù       | fine contratto |          |

## Risultati

### Supercoppa LNP
| Arbitri: | Terranova (Ferrara) Bonotto (Ravenna) Ugolini (Forlì) |

|                                |            |                                |
| Mussini 19 Kuuba 17 Toscano 14 | Punti      | 17 Miller 12 Serpilli 10 Gallo |
| Palumbo 7                      | Assist     | 9 Sabatini                     |
| Taylor 8                       | Rimbalzi   | 11 Miller                      |
| Matteo Mecacci                 | Allenatori | Stefano Salieri                |

| Arbitri: | Ursi (Livorno) Attard (Firenze) Marzulli (Pisa) |

|                                        |            |                               |
| Miller 22 Querci, Serpilli 12 Gallo 11 | Punti      | 23 Aradori 15 Ogden 13 Bolpin |
| Sabatini 6                             | Assist     | 6 Ogden                       |
| Serpilli 11                            | Rimbalzi   | 10 Ogden                      |
| Stefano Salieri                        | Allenatori | Attilio Caja                  |

### Serie A2

#### Regular season

##### Girone di andata
| Arbitri: | Centonza (Grottammare) Ugolini (Forlì) Bonotto (Ravenna) |

|                                           |            |                                      |
| Veronesi 21 Serpilli 15 Miller, Skeens 11 | Punti      | 20 Johnson 12 Masciadri 11 Tomassini |
| Sabatini 13                               | Assist     | 5 Grande                             |
| Veronesi 5                                | Rimbalzi   | 6 Johnson, Masciadri, Tassinari      |
| Stefano Salieri                           | Allenatori | Mattia Ferrari                       |

| Arbitri: | Ursi (Livorno) Cassina (Desio) Lupelli (Aprilia) |

|                                     |            |                                 |
| Gaspardo 20 Alibegović 16 Da Ros 12 | Punti      | 24 Skeens 16 Veronesi 12 Miller |
| Da Ros 7                            | Assist     | 9 Sabatini                      |
| Ikangi 6                            | Rimbalzi   | 11 Skeens                       |
| Adriano Vertemati                   | Allenatori | Stefano Salieri                 |

| Arbitri: | Nuara (Treviso) Morassutti (Gradisca d'Isonzo) Cassina (Desio) |

|                                  |            |                                 |
| Mussini 18 Benvenuti 14 Sabin 13 | Punti      | 19 Miller 15 Veronesi 11 Skeens |
| Moreno 4                         | Assist     | 5 Sabatini                      |
| Benvenuti, Moreno, Palumbo 6     | Rimbalzi   | 8 Skeens                        |
| Matteo Mecacci                   | Allenatori | Stefano Salieri                 |

| Arbitri: | Maschio (Firenze) Grappasonno (Chieti) Roiaz (Muggia) |

|                                 |            |                                    |
| Sabatini 21 Miller 17 Skeens 16 | Punti      | 23 Redivo 12 Dell'Agnello 10 Miani |
| Sabatini 10                     | Assist     | 6 Rota                             |
| Skeens 15                       | Rimbalzi   | 9 Berti                            |
| Stefano Salieri                 | Allenatori | Stefano Pillastrini                |

| Arbitri: | Moretti (Marsciano) Attard (Priolo Gargallo) D'Amato (Tivoli) |

|                                 |            |                                 |
| Smith 21 Stewart 19 Iannuzzi 11 | Punti      | 20 Veronesi 14 Querci 13 Miller |
| Iannuzzi 7                      | Assist     | 7 Sabatini                      |
| Iannuzzi 10                     | Rimbalzi   | 8 Skeens                        |
| Gennaro Di Carlo                | Allenatori | Stefano Salieri                 |

| Arbitri: | Gagliardi (Anagni) Martellosio (Buccinasco) Puccini (Genova) |

|                                   |            |                                  |
| Sabatini 17 Serpilli 14 Miller 13 | Punti      | 24 Allen 13 Pollone 9 Cinciarini |
| Gallo 4                           | Assist     | 2 Valentini, Allen, Zilli        |
| Miller 8                          | Rimbalzi   | 9 Johnson                        |
| Stefano Salieri                   | Allenatori | Antimo Martino                   |

| Arbitri: | Foti (Bareggio) Barbiero (Milano) Berlangieri (Trezzano sul Naviglio) |

|                                        |            |                                 |
| Veronesi 15 Miller 12 Gallo, Filoni 11 | Punti      | 29 Filloy 15 Candussi 14 Brooks |
| Sabatini 9                             | Assist     | 7 Ruzzier                       |
| Miller 8                               | Rimbalzi   | 10 Brooks                       |
| Stefano Salieri                        | Allenatori | Jamion Christian                |

| Arbitri: | De Biase (Treviso) Almerigogna (Trieste) Pellicani (Ronchi dei Legionari) |

|                                |            |                                |
| Aradori 26 Freeman 21 Ogden 19 | Punti      | 30 Veronesi 21 Miller 12 Skeen |
| Fantinelli 11                  | Assist     | 10 Sabatini                    |
| Ogden 14                       | Rimbalzi   | 6 Skeens                       |
| Attilio Caja                   | Allenatori | Stefano Salieri                |

| Arbitri: | Salustri (Roma) Terranova (Ferrara) Cassinadri (Bibbiano) |

|                               |            |                                     |
| Skeens 20 Miller 16 Querci 10 | Punti      | 14 Esposito 13 Stefanelli 12 Murphy |
| Sabatini, Bonacini 5          | Assist     | 6 Penna                             |
| Skeens 12                     | Rimbalzi   | 6 Esposito, Penna, Gazzotti         |
| Stefano Salieri               | Allenatori | Alessandro Ramagli                  |

| Arbitri: | Moretti (Marsciano) Masi (Firenze) Doronin (Perugia) |

|                                   |            |                                 |
| Raffaelli 23 Tilghman 20 Ceron 15 | Punti      | 35 Miller 12 Veronesi 11 Skeens |
| Tilghman, Raffaelli 3             | Assist     | 6 Miller                        |
| Bozzetto 8                        | Rimbalzi   | 8 Skeens                        |
| Giovanni Bassi                    | Allenatori | Stefano Salieri                 |

| Arbitri: | Perocco (Ponzano Veneto) Wassermann (Trieste) Spessot (Gradisca d'Isonzo) |

|                               |            |                                |
| Sabatini 16 Miller 11 Gallo 8 | Punti      | 18 Leonzio 14 Zugno 8 Donzelli |
| Sabatini 4                    | Assist     | 4 Zugno                        |
| Skeens 7                      | Rimbalzi   | 7 Bertini                      |
| Stefano Salieri               | Allenatori | Andrea Zanchi                  |

##### Girone di ritorno
| Arbitri: | Boscolo Nale (Chioggia) Tirozzi (Bologna) Maschietto (Treviso) |

|                                         |            |                                           |
| Tomassini, Anumba 18 Grande 13 Marks 11 | Punti      | 17 Sabatini 16 Miller 10 Veronesi, Skeens |
| Tomassini 6                             | Assist     | 6 Sabatini                                |
| Simioni 7                               | Rimbalzi   | 11 Skeens                                 |
| Sandro Dell'Agnello                     | Allenatori | Stefano Salieri                           |

| Arbitri: | Bartoli (Trieste) Giovannetti (Rivoli) Marzo (Lecce) |

|                                   |            |                                           |
| Skeens 21 Sabatini 14 Veronesi 11 | Punti      | 20 Alibegović 19 Clark 7 Da Ros, Gaspardo |
| Sabatini 6                        | Assist     | 7 Da Ros                                  |
| Skeens 18                         | Rimbalzi   | 12 Da Ros                                 |
| Stefano Salieri                   | Allenatori | Adriano Vertemati                         |

| Arbitri: | Pecorella (Trani) Lupelli (Aprilia) Giunta (Ragusa) |

|                                     |            |                                  |
| Veronesi 16 Sabatini 13 Bonacini 12 | Punti      | 16 Archie 14 Mussini 13 Bruttini |
| Sabatini 9                          | Assist     | 7 Palumbo                        |
| Skeens 11                           | Rimbalzi   | 9 Bruttini                       |
| Stefano Salieri                     | Allenatori | Matteo Mecacci                   |

| Arbitri: | Vita (Ancona) Nuara (Treviso) Ugolini (Forlì) |

|                                                                |            |                                           |
| Redivo 12 Isotta, Miani 11 Mastellari, Berti, Cole, Marangon 6 | Punti      | 16 Serpilli, Miller 12 Skeens 10 Veronesi |
| Redivo, Miani 3                                                | Assist     | 11 Sabatini                               |
| Berti 12                                                       | Rimbalzi   | 10 Sabatini                               |
| Stefano Pillastrini                                            | Allenatori | Stefano Salieri                           |

| Arbitri: | Radaelli (Porto Empedocle) Pellicani (Ronchi dei Legionari) Wassermann (Trieste) |

|                                 |            |                              |
| Veronesi 22 Skeens 14 Miller 13 | Punti      | 26 Smith 12 Stewart 10 Borra |
| Sabatini 5                      | Assist     | 5 Smith                      |
| Skeens 16                       | Rimbalzi   | 8 Borra                      |
| Stefano Salieri                 | Allenatori | Gennaro Di Carlo             |

| Arbitri: | Attard (Firenze) Miniati (Firenze) Masi (Firenze) |

|                                 |            |                                         |
| Allen 16 Radonjić 12 Johnson 11 | Punti      | 12 Skeens 9 Miller, Bonacini 8 Sabatini |
| Zampini 6                       | Assist     | 4 Sabatini                              |
| Johnson, Pascolo 7              | Rimbalzi   | 13 Skeens                               |
| Antimo Martino                  | Allenatori | Stefano Salieri                         |

| Arbitri: | Vita (Ancona) Centonza (Grottammare) Martino (Santa Maria la Carità) |

|                                |            |                                   |
| Filloy 14 Candussi 13 Reyes 12 | Punti      | 15 Veronesi 12 Sabatini 11 Miller |
| Ruzzier 9                      | Assist     | 7 Sabatini                        |
| Reyes 13                       | Rimbalzi   | 14 Skeens                         |
| Jamion Christian               | Allenatori | Stefano Salieri                   |

| Arbitri: | Puccini (Genova) Grappasonno (Lanciano) Roca (Avellino) |

|                                          |            |                                                      |
| Veronesi 15 Miller 13 Serpilli, Filoni 8 | Punti      | 13 Bolpin, Morgillo 11 Fantinelli 8 Aradori, Freeman |
| Sabatini 5                               | Assist     | 7 Bolpin                                             |
| Skeens 11                                | Rimbalzi   | 11 Aradori                                           |
| Stefano Salieri                          | Allenatori | Attilio Caja                                         |

| Arbitri: | Boscolo Nale (Chioggia) Cassina (Desio) Giunta (Ragusa) |

|                               |            |                                                           |
| Esposito 17 Udom 15 Murphy 14 | Punti      | 12 Bonacini 9 D'Almeida 6 Gallo, Serpilli, Filoni, Skeens |
| Penna 8                       | Assist     | 6 Sabatini                                                |
| Esposito 10                   | Rimbalzi   | 8 Skeens                                                  |
| Alessandro Ramagli            | Allenatori | Stefano Salieri                                           |

| Arbitri: | De Biase (Treviso) Barbiero (Milano) Picchi (Ferentino) |

|                                   |            |                                      |
| Veronesi 16 Skeens 14 Bonacini 12 | Punti      | 16 Tilghman 14 Gaddefors 10 Possamai |
| Sabatini 6                        | Assist     | 2 Tilghman, Visintin                 |
| Skeens 18                         | Rimbalzi   | 11 Tilghman                          |
| Stefano Salieri                   | Allenatori | Giovanni Bassi                       |

| Arbitri: | Tirozzi (Bologna) Maschietto (Treviso) D'Amato (Tivoli) |

|                                   |            |                                              |
| Basile 28 Jorgensen 24 Donzelli 9 | Punti      | 21 Veronesi 16 Miller 11 Sabatini, D'Almeida |
| Jorgensen, Trapani 5              | Assist     | 5 Sabatini                                   |
| Basile 10                         | Rimbalzi   | 6 Bonacini                                   |
| Andrea Zanchi                     | Allenatori | Stefano Salieri                              |

##### Fase ad orologio
| Arbitri: | Gagliardi (Anagni) Masi (Firenze) Coraggio (Roma) |

|                                   |            |                                              |
| Sabatini 21 Miller 16 Veronesi 15 | Punti      | 17 Smith 9 Battistini 8 Peroni, D'Alessandro |
| Sabatini 5                        | Assist     | 4 Wideman, Rossi, Bertetti                   |
| Skeens 14                         | Rimbalzi   | 11 Wideman                                   |
| Stefano Salieri                   | Allenatori | Lorenzo Pansa                                |

| Arbitri: | Radaelli (Porto Empedocle) Morassutti (Gradisca d'Isonzo) Berlangieri (Trezzano sul Naviglio) |

|                               |            |                                           |
| Vencato 18 Poser 17 Kennedy 9 | Punti      | 27 Miller 14 Filoni 13 Sabatini, Veronesi |
| Vencato 8                     | Assist     | 6 Gallo                                   |
| Vencato 8                     | Rimbalzi   | 12 Skeens                                 |
| Franco Ciani                  | Allenatori | Stefano Salieri                           |

| Arbitri: | Miniati (Firenze) Pecorella (Trani) Bartolini (Fano) |

|                                     |            |                                          |
| Veronesi 30 Serpilli 17 Bonacini 14 | Punti      | 17 Kelly, Calzavara 15 Fantoma 13 Pepper |
| Veronesi 5                          | Assist     | 3 Pepper, Calzavara                      |
| Skeens 11                           | Rimbalzi   | 10 Fall                                  |
| Stefano Salieri                     | Allenatori | Fabio Di Bella                           |

| Arbitri: | Maschio (Firenze) Nuara (Treviso) Picchi (Ferentino) |

|                           |            |                                             |
| Mian 15 Notae 14 Mobio 12 | Punti      | 14 Gallo 10 Miller, Skeens 9 Querci, Filoni |
| Marini 6                  | Assist     | 4 Gallo, Skeens                             |
| Mobio 8                   | Rimbalzi   | 9 Skeens                                    |
| Daniele Parente           | Allenatori | Stefano Salieri                             |

| Arbitri: | Costa (Livorno) Cappello (Porto Empedocle) Cassinadri (Bibbiano) |

|                                        |            |                                 |
| Filoni 19 Gallo 17 Skeens, Serpilli 12 | Punti      | 17 D'Argenzio 15 Sabin 13 Cucci |
| Sabatini 6                             | Assist     | 4 D'Argenzio                    |
| Skeens 12                              | Rimbalzi   | 7 Cucci                         |
| Stefano Salieri                        | Allenatori | Andrea Paccariè                 |

| Arbitri: | Ferretti (Nereto) Ugolini (Forlì) Bartolini (Fano) |

|                                          |            |                                     |
| Sarto 17 Hogue 15 Italiano, Spanghero 13 | Punti      | 20 Serpilli 17 Veronesi 11 Bonacini |
| Spanghero 7                              | Assist     | 5 Sabatini                          |
| Hogue 10                                 | Rimbalzi   | 12 Skeens                           |
| Alessandro Rossi                         | Allenatori | Stefano Salieri                     |

| Arbitri: | Barbiero (Milano) Giovannetti (Rivoli) Marzo (Lecce) |

|                                             |            |                                                             |
| Bonacini 20 Sabatini, Skeens 17 Serpilli 12 | Punti      | 14 Chiarastella, Sperduto 13 Meluzzi 9 Polakovich, Ambrosin |
| Sabatini 7                                  | Assist     | 4 Polakovich                                                |
| D'Almeida 10                                | Rimbalzi   | 8 Polakovich                                                |
| Stefano Salieri                             | Allenatori | Damiano Pilot                                               |

| Arbitri: | Vita (Ancona) Tallon (Bologna) Calella (Bologna) |

|                                  |            |                                   |
| Young 17 Hickey 14 Moraschini 13 | Punti      | 15 Veronesi 14 Filoni 13 Sabatini |
| Hickey 6                         | Assist     | 6 Sabatini                        |
| Moraschini, Bucarelli 6          | Rimbalzi   | 12 Skeens                         |
| Devis Cagnardi                   | Allenatori | Stefano Salieri                   |

| Arbitri: | Miniati (Firenze) Puccini (Genova) Giunta (Ragusa) |

|                                     |            |                                          |
| Veronesi 31 Serpilli 13 Sabatini 12 | Punti      | 22 Miaschi 17 Harris, Guariglia 9 Pacher |
| Sabatini, Skeens 8                  | Assist     | 5 Harris, Miaschi                        |
| Skeens 11                           | Rimbalzi   | 13 Pacher                                |
| Stefano Salieri                     | Allenatori | Giorgio Valli                            |

| Arbitri: | Salustri (Roma) Martellosio (Milano) Maschietto (Treviso) |

|                                 |            |                                         |
| Tortu 20 Vincini 16 Sabatino 15 | Punti      | 25 Serpilli, Veronesi 15 Skeens 8 Gallo |
| Cotton 6                        | Assist     | 6 Sabatini                              |
| Vincini 7                       | Rimbalzi   | 15 Skeens                               |
| Luca Bechi                      | Allenatori | Stefano Salieri                         |

#### Play-off

##### Quarti di finale
| Arbitri: | Radaelli (Porto Empedocle) Masi (Firenze) Coraggio (Roma) |

|                              |            |                                   |
| Mobio 20 Notae 14 Pullazi 12 | Punti      | 15 Veronesi 14 Skeens 13 Serpilli |
| Marini 6                     | Assist     | 8 Sabatini                        |
| Horton 10                    | Rimbalzi   | 8 Skeens                          |
| Andrea Diana                 | Allenatori | Stefano Salieri                   |

| Arbitri: | Bartoli (Trieste) Attard (Priolo Gargallo) Puccini (Genova) |

|                                          |            |                                     |
| Horton 16 Alibegović 15 Mollura, Imbrò 8 | Punti      | 16 Veronesi 12 Bonacini 11 Serpilli |
| Gentile 5                                | Assist     | 4 Sabatini                          |
| Horton 14                                | Rimbalzi   | 14 Skeens                           |
| Andrea Diana                             | Allenatori | Stefano Salieri                     |

| Arbitri: | Nuara (Treviso) Roiaz (Muggia) Bonotto (Ravenna) |

|                                             |            |                                                         |
| Veronesi 30 Querci 18 Bonacini, Serpilli 10 | Punti      | 15 Horton, Mollura 11 Marini, Alibegović 9 Notae, Mobio |
| Sabatini 5                                  | Assist     | 6 Gentile                                               |
| Serpilli 8                                  | Rimbalzi   | 10 Horton                                               |
| Stefano Salieri                             | Allenatori | Andrea Diana                                            |

| Arbitri: | Maschio (Firenze) Perocco (Ponzano Veneto) Chersicla (Oggiono) |

|                                   |            |                                  |
| Veronesi 16 Skeens 14 Serpilli 13 | Punti      | 22 Alibegović 18 Horton 16 Imbrò |
| Sabatini 8                        | Assist     | 5 Notae, Imbrò                   |
| Serpilli 7                        | Rimbalzi   | 13 Horton                        |
| Stefano Salieri                   | Allenatori | Andrea Diana                     |

## Statistiche
Aggiornate al 21 maggio 2024.

### Andamento in campionato

#### Regular season
| Giornata  | 1 | 2 | 3 | 4 | 5 | 6 | 7 | 8 | 9 | 10 | 11 | 12 | 13 | 14 | 15 | 16 | 17 | 18 | 19 | 20 | 21 | 22 |
| --------- | - | - | - | - | - | - | - | - | - | -- | -- | -- | -- | -- | -- | -- | -- | -- | -- | -- | -- | -- |
| Luogo     | C | T | T | C | T | C | C | T | C | T  | C  | T  | C  | C  | T  | C  | T  | T  | C  | T  | C  | T  |
| Risultato | V | P | V | V | P | P | P | P | V | P  | V  | P  | V  | V  | V  | V  | P  | P  | P  | P  | P  | P  |
| Posizione | 2 | 7 | 7 | 5 | 4 | 5 | 7 | 7 | 7 | 7  | 7  | 7  | 7  | 7  | 6  | 6  | 6  | 6  | 6  | 6  | 6  | 6  |

Legenda:

Luogo: C = Casa; T = Trasferta. Risultato: V = Vittoria; N = Pareggio; P = Sconfitta.

#### Fase a orologio
| Giornata  | 1 | 2 | 3 | 4 | 5 | 6 | 7 | 8 | 9 | 10 |
| --------- | - | - | - | - | - | - | - | - | - | -- |
| Luogo     | C | T | C | T | C | T | C | T | C | T  |
| Risultato | V | P | V | P | V | V | V | P | V | V  |
| Posizione | 6 | 8 | 6 | 7 | 7 | 7 | 7 | 8 | 8 | 8  |

Legenda:

Luogo: C = Casa; T = Trasferta. Risultato: V = Vittoria; N = Pareggio; P = Sconfitta.

### Statistiche di squadra
| Competizione                              | Punti | In casa | In casa | In casa | In casa | In casa | In trasferta | In trasferta | In trasferta | In trasferta | In trasferta | Totale | Totale | Totale | Totale | Totale | Totale |
| Competizione                              | Punti | G       | V       | P       | Ptf     | Pts     | G            | V            | P            | Ptf          | Pts          | G      | V      | P      | Ptf    | Pts    | Diff.  |
| ----------------------------------------- | ----- | ------- | ------- | ------- | ------- | ------- | ------------ | ------------ | ------------ | ------------ | ------------ | ------ | ------ | ------ | ------ | ------ | ------ |
| Supercoppa                                | 0     | 1       | 0       | 1       | 74      | 78      | 1            | 0            | 1            | 69           | 79           | 2      | 0      | 2      | 143    | 157    | -14    |
| Serie A2 - Reg. season + Fase ad orologio | 32    | 16      | 12      | 4       | 1252    | 1149    | 16           | 4            | 12           | 1263         | 1291         | 32     | 16     | 16     | 2515   | 2440   | +75    |
| Serie A2 - Play-off                       | -     | 2       | 1       | 1       | 156     | 171     | 2            | 0            | 2            | 130          | 159          | 4      | 1      | 3      | 286    | 330    | -44    |
| Totale                                    | -     | 19      | 13      | 6       | 1482    | 1398    | 19           | 4            | 15           | 1462         | 1529         | 38     | 17     | 21     | 2944   | 2927   | +17    |

### Statistiche dei giocatori

#### In Supercoppa
| Nome              | G | Pun | Min | Falli | Falli | Tiri da 2 | Tiri da 2 | Tiri da 2 | Tiri da 3 | Tiri da 3 | Tiri da 3 | Tiri Liberi | Tiri Liberi | Tiri Liberi | Rimbalzi | Rimbalzi | Rimbalzi | Stop | Stop | Palle | Palle | Ass | Val | OER  |
| Nome              | G | Pun | Min | C     | S     | R         | T         | %         | R         | T         | %         | R           | T           | %           | O        | D        | T        | D    | S    | P     | R     | Ass | Val | OER  |
| ----------------- | - | --- | --- | ----- | ----- | --------- | --------- | --------- | --------- | --------- | --------- | ----------- | ----------- | ----------- | -------- | -------- | -------- | ---- | ---- | ----- | ----- | --- | --- | ---- |
| Malcolm Miller    | 2 | 39  | 70  | 4     | 6     | 8         | 13        | 62        | 6         | 15        | 40        | 5           | 6           | 83          | 4        | 14       | 18       | 2    | 1    | 8     | 1     | 4   | 42  | 0,98 |
| Filippo Gallo     | 2 | 21  | 46  | 6     | 10    | 4         | 6         | 67        | 3         | 7         | 43        | 4           | 4           | 100         | 3        | 6        | 9        | 0    | 0    | 1     | 0     | 3   | 30  | 1,31 |
| Milos Joksimović  | 1 | 0   | 1   | 0     | 0     | 0         | 0         | 0         | 0         | 0         | 0         | 0           | 0           | 0           | 0        | 0        | 0        | 0    | 0    | 0     | 0     | 0   | 0   | 0,00 |
| Ursulo D'Almeida  | 2 | 2   | 35  | 3     | 4     | 0         | 3         | 0         | 0         | 0         | 0         | 2           | 2           | 100         | 1        | 4        | 5        | 2    | 0    | 1     | 1     | 1   | 8   | 0,40 |
| Giovanni Veronesi | 2 | 10  | 44  | 8     | 5     | 1         | 2         | 50        | 2         | 9         | 22        | 2           | 4           | 50          | 0        | 1        | 1        | 0    | 0    | 3     | 4     | 2   | 1   | 0,63 |
| Lorenzo Querci    | 2 | 21  | 51  | 8     | 2     | 4         | 7         | 57        | 4         | 8         | 50        | 1           | 3           | 33          | 0        | 4        | 4        | 0    | 0    | 2     | 0     | 3   | 11  | 1,14 |
| Brady Skeens      | 0 | 0   | 0   | 0     | 0     | 0         | 0         | 0         | 0         | 0         | 0         | 0           | 0           | 0           | 0        | 0        | 0        | 0    | 0    | 0     | 0     | 0   | 0   | 0,00 |
| Federico Bonacini | 2 | 14  | 45  | 6     | 3     | 2         | 7         | 29        | 3         | 10        | 30        | 1           | 2           | 50          | 0        | 5        | 5        | 1    | 1    | 3     | 3     | 4   | 7   | 0,64 |
| Michele Serpilli  | 2 | 24  | 60  | 4     | 1     | 4         | 8         | 50        | 5         | 10        | 50        | 1           | 1           | 100         | 1        | 12       | 13       | 0    | 0    | 1     | 1     | 1   | 26  | 1,23 |
| Gherardo Sabatini | 2 | 12  | 48  | 2     | 4     | 4         | 8         | 50        | 1         | 7         | 14        | 1           | 4           | 25          | 0        | 3        | 3        | 0    | 1    | 5     | 1     | 15  | 14  | 0,52 |
| Niccolò Filoni    | 0 | 0   | 0   | 0     | 0     | 0         | 0         | 0         | 0         | 0         | 0         | 0           | 0           | 0           | 0        | 0        | 0        | 0    | 0    | 0     | 0     | 0   | 0   | 0,00 |
| Totale            | 2 | 143 | -   | 41    | 35    | 27        | 54        | 50        | 24        | 66        | 36        | 17          | 26          | 65          | 12       | 52       | 64       | 5    | 3    | 24    | 11    | 33  | 148 | 0,89 |

#### In regular season
| Nome              | G  | Pun  | Min  | Falli | Falli | Tiri da 2 | Tiri da 2 | Tiri da 2 | Tiri da 3 | Tiri da 3 | Tiri da 3 | Tiri Liberi | Tiri Liberi | Tiri Liberi | Rimbalzi | Rimbalzi | Rimbalzi | Stop | Stop | Palle | Palle | Ass | Val  | OER  |
| Nome              | G  | Pun  | Min  | C     | S     | R         | T         | %         | R         | T         | %         | R           | T           | %           | O        | D        | T        | D    | S    | P     | R     | Ass | Val  | OER  |
| ----------------- | -- | ---- | ---- | ----- | ----- | --------- | --------- | --------- | --------- | --------- | --------- | ----------- | ----------- | ----------- | -------- | -------- | -------- | ---- | ---- | ----- | ----- | --- | ---- | ---- |
| Malcolm Miller    | 26 | 352  | 753  | 68    | 82    | 80        | 154       | 52        | 45        | 121       | 37        | 57          | 84          | 68          | 26       | 104      | 130      | 25   | 3    | 51    | 33    | 34  | 357  | 0,95 |
| Filippo Gallo     | 32 | 156  | 509  | 41    | 44    | 29        | 68        | 43        | 25        | 88        | 28        | 23          | 36          | 64          | 12       | 38       | 50       | 10   | 3    | 26    | 25    | 70  | 170  | 0,77 |
| Milos Joksimović  | 2  | 3    | 4    | 0     | 0     | 0         | 0         | 0         | 1         | 1         | 100       | 0           | 0           | 0           | 0        | 0        | 0        | 0    | 0    | 0     | 0     | 0   | 3    | 3,00 |
| Umberto Manzo     | 3  | 1    | 3    | 1     | 1     | 0         | 1         | 0         | 0         | 0         | 0         | 1           | 2           | 50          | 0        | 0        | 0        | 0    | 0    | 1     | 0     | 0   | -2   | 0,33 |
| Ursulo D'Almeida  | 29 | 104  | 266  | 48    | 40    | 40        | 64        | 63        | 0         | 5         | 0         | 24          | 37          | 65          | 31       | 31       | 62       | 1    | 2    | 16    | 5     | 8   | 112  | 0,99 |
| Giovanni Veronesi | 32 | 463  | 832  | 95    | 94    | 70        | 144       | 49        | 80        | 243       | 33        | 83          | 109         | 76          | 16       | 60       | 76       | 7    | 6    | 59    | 35    | 47  | 299  | 0,91 |
| Lorenzo Querci    | 28 | 149  | 569  | 76    | 22    | 20        | 50        | 40        | 32        | 100       | 32        | 13          | 20          | 65          | 8        | 35       | 43       | 1    | 4    | 21    | 12    | 31  | 52   | 0,77 |
| Brady Skeens      | 32 | 335  | 1017 | 66    | 139   | 130       | 183       | 71        | 0         | 1         | 0         | 75          | 114         | 66          | 126      | 211      | 337      | 10   | 13   | 55    | 36    | 65  | 695  | 1,05 |
| Federico Bonacini | 30 | 219  | 526  | 86    | 70    | 49        | 111       | 44        | 29        | 91        | 32        | 34          | 48          | 71          | 16       | 51       | 67       | 4    | 7    | 46    | 43    | 52  | 178  | 0,78 |
| Michele Serpilli  | 32 | 229  | 519  | 43    | 28    | 35        | 73        | 48        | 45        | 117       | 38        | 24          | 35          | 69          | 20       | 65       | 85       | 8    | 3    | 12    | 17    | 9   | 197  | 1,03 |
| Matteo Gherardini | 2  | 2    | 2    | 0     | 0     | 1         | 1         | 100       | 0         | 0         | 0         | 0           | 0           | 0           | 0        | 0        | 0        | 0    | 0    | 0     | 0     | 0   | 0    | 2,00 |
| Gherardo Sabatini | 32 | 312  | 844  | 71    | 117   | 72        | 163       | 44        | 30        | 118       | 25        | 78          | 111         | 70          | 28       | 94       | 122      | 2    | 15   | 64    | 49    | 202 | 442  | 0,75 |
| Niccolò Filoni    | 31 | 190  | 581  | 102   | 46    | 57        | 107       | 53        | 16        | 51        | 31        | 28          | 45          | 62          | 20       | 43       | 63       | 18   | 8    | 29    | 38    | 33  | 149  | 0,87 |
| Totale            | 32 | 2515 | -    | 716   | 683   | 583       | 1119      | 52        | 303       | 934       | 32        | 457         | 667         | 69          | 345      | 783      | 1128     | 86   | 64   | 383   | 293   | 551 | 2795 | 0,89 |

#### Nei play-off
| Nome              | G | Pun | Min | Falli | Falli | Tiri da 2 | Tiri da 2 | Tiri da 2 | Tiri da 3 | Tiri da 3 | Tiri da 3 | Tiri Liberi | Tiri Liberi | Tiri Liberi | Rimbalzi | Rimbalzi | Rimbalzi | Stop | Stop | Palle | Palle | Ass | Val | OER  |
| Nome              | G | Pun | Min | C     | S     | R         | T         | %         | R         | T         | %         | R           | T           | %           | O        | D        | T        | D    | S    | P     | R     | Ass | Val | OER  |
| ----------------- | - | --- | --- | ----- | ----- | --------- | --------- | --------- | --------- | --------- | --------- | ----------- | ----------- | ----------- | -------- | -------- | -------- | ---- | ---- | ----- | ----- | --- | --- | ---- |
| Malcolm Miller    | 0 | 0   | 0   | 0     | 0     | 0         | 0         | 0         | 0         | 0         | 0         | 0           | 0           | 0           | 0        | 0        | 0        | 0    | 0    | 0     | 0     | 0   | 0   | 0,00 |
| Filippo Gallo     | 4 | 19  | 67  | 3     | 4     | 4         | 8         | 50        | 3         | 13        | 23        | 2           | 2           | 100         | 4        | 5        | 9        | 1    | 0    | 7     | 1     | 6   | 16  | 0,66 |
| Ursulo D'Almeida  | 4 | 19  | 51  | 5     | 11    | 7         | 12        | 58        | 0         | 1         | 0         | 5           | 13          | 38          | 2        | 10       | 12       | 1    | 1    | 0     | 1     | 1   | 25  | 0,93 |
| Giovanni Veronesi | 4 | 79  | 134 | 11    | 19    | 6         | 16        | 38        | 17        | 44        | 39        | 16          | 22          | 73          | 0        | 9        | 9        | 1    | 2    | 16    | 4     | 10  | 50  | 0,89 |
| Lorenzo Querci    | 4 | 29  | 77  | 8     | 0     | 1         | 2         | 50        | 9         | 14        | 64        | 0           | 0           | 0           | 4        | 4        | 8        | 0    | 1    | 2     | 0     | 8   | 28  | 1,53 |
| Brady Skeens      | 4 | 42  | 136 | 11    | 20    | 17        | 27        | 63        | 0         | 0         | 0         | 8           | 13          | 62          | 17       | 18       | 35       | 4    | 2    | 6     | 4     | 10  | 81  | 1,01 |
| Federico Bonacini | 4 | 30  | 72  | 12    | 15    | 6         | 15        | 40        | 4         | 14        | 29        | 6           | 11          | 55          | 1        | 5        | 6        | 0    | 0    | 11    | 7     | 4   | 15  | 0,66 |
| Michele Serpilli  | 4 | 45  | 129 | 8     | 5     | 8         | 14        | 57        | 9         | 21        | 43        | 2           | 2           | 100         | 3        | 22       | 25       | 1    | 2    | 3     | 4     | 2   | 51  | 1,10 |
| Gherardo Sabatini | 4 | 18  | 100 | 11    | 8     | 5         | 14        | 36        | 2         | 13        | 15        | 2           | 2           | 100         | 2        | 9        | 11       | 0    | 0    | 13    | 5     | 25  | 23  | 0,44 |
| Niccolò Filoni    | 3 | 5   | 34  | 4     | 1     | 1         | 7         | 14        | 1         | 4         | 25        | 0           | 3           | 0           | 4        | 2        | 6        | 0    | 3    | 2     | 0     | 3   | -6  | 0,29 |
| Totale            | 4 | 286 | -   | 63    | 83    | 55        | 115       | 48        | 45        | 124       | 36        | 41          | 68          | 60          | 42       | 92       | 134      | 8    | 11   | 64    | 26    | 69  | 303 | 0,82 |